# الفرديس
الفرديس هي إحدى القرى اللبنانية من قرى بطن بنو التيم من الحجر. وهي ضمن «اتحاد قرى العرقوب».

## السكان
سكان قرية الفرديس من بطن بنو التيم من بنو شهر من قبيلة الحجر.

## من أعلامها
- عادل أبو ربيعة.